# Kitāb al-ʿIbar
Kitāb al-ʿIbar (voller Titel arabisch كتاب العبر، وديوان المبتدأ والخبر في أيام العرب والعجم والبربر، ومن عاصرهم من ذوي السلطان الأكبر, DMG Kitāb al-ʿIbar, wa-Dīwān al-Mubtadaʾ wa-l-Ḫabar fī Ayyām al-ʿArab wa-l-ʿAǧam wa-l-Barbar, wa-man ʿāṣarahum min ḏawī s-sulṭān al-akbar ‚Buch der Hinweise, Aufzeichnung der Anfänge und Ereignisse aus den Tagen der Araber, Perser und Berber und denen ihrer Zeitgenossen, die große Macht besaßen‘) ist ein Buch von Ibn Chaldūn. Das als Hauptwerk von Ibn Chaldūn angesehene Buch ist eine Universalgeschichte in sieben Büchern, von denen gleich das erste, al-muqaddima („Die Einleitung“), wohl auch das wichtigste ist. In den Büchern zwei bis fünf wird die Menschheitsgeschichte erzählt bis zu der Zeit von Ibn Chaldūn (gestorben 1406). Den bedeutendsten Part stellen für Ibn Chaldūn selber die Bücher sechs und sieben dar. Dort wird die Geschichte der Berbervölker und des Maghrebs thematisiert.
Das Buch wurde auch unter dem arabischen Titel تاريخ ابن خلدون / Tārīḫ Ibn Ḫaldūn / ‚Geschichte von Ibn Chaldūn‘ aufgelegt.

## Vermächtnis und Konzeption des Buches
Im wohl wichtigsten Buch, in der al-muqaddima („Die Einleitung“), befasst sich Ibn Chaldūn vor allem mit der Frage des Aufstiegs und Untergangs der arabisch-islamischen Dynastien. Dadurch, dass er weder bestimmte Dynastien legitimieren will noch identitätsstiftend darstellt, bringt er eine neue Qualität ins Spiel. Er geht an die Problemstellung sehr analytisch heran, damit betreibt er zumindest eine Vorform dessen, was wir heute als kritische Geschichtswissenschaft bezeichnen. Er ist stets auf der Suche nach den Ursachen der identifizierten Entwicklung und fragt nach Einflussfaktoren, gewichtet sie und unterscheidet Zivilisationstypen (nomadisch-ländliche und urbane Kultur). Deswegen kam Ibn Chaldūn auch zu der Überzeugung, er habe eine komplett neue Wissenschaft begründet.